# Mașină frigorifică cu compresiune mecanică de vapori

Cea mai simplă schemă a unei mașini frigorifice cu compresiune mecanică de vapori, monoetajată
A: mediul ambiant
B: zona răcită
I: izolație termică
C: compresor
K: condensator
L: ventil de laminare
V: vaporizator

O mașină frigorifică cu compresiune mecanică de vapori este o mașină frigorifică care funcționează după un ciclu termodinamic inversat în domeniul vaporilor umezi ai refrigerentului. Datorită eficienței sale, este cel mai folosit procedeu la frigidere, congelatoare, depozite de alimente și condiționare a aerului. La scară industrială este folosit în rafinării⁠(d), uzine chimice și petrochimice. Se realizează instalații într-o treaptă (monoetajate), cu două trepte (bietajate) sau în cascadă.

## Mașini monoetajate

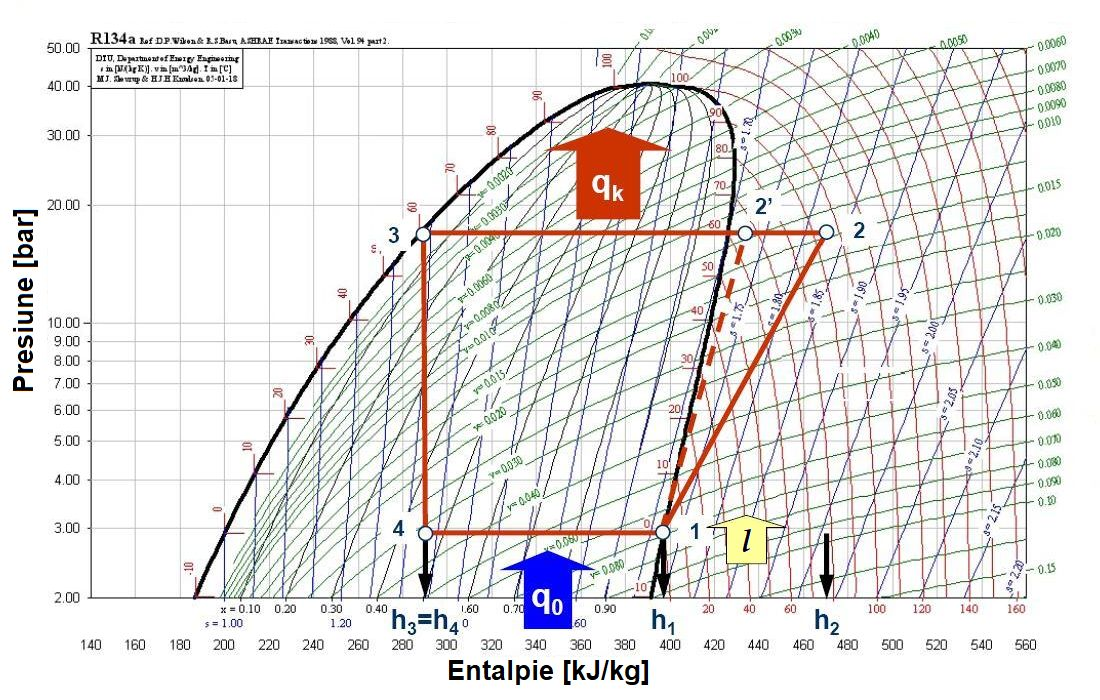
Reprezentare tipică în diagrama p-V a unui ciclu simplu (monoetajat) cu compresiune de vapori

Domeniul acestor mașini este răcirea unui spațiu până la −25 °C.
Teoretic, cel mai eficient ciclu termodinamic după care ar putea funcționa o mașină frigorifică este ciclul Carnot inversat care se desfășoară în domeniul vaporilor umezi. Acolo transformările care preiau, respectiv cedează căldura se pot realiza practic izotermic prin două transformări de fază: vaporizarea, respectiv condensarea agentului frigorific, astfel că ciclul mașinilor cu vapori este mai aproape de un ciclu ideal decât alte cicluri.
Ridicarea presiunii pentru ramura caldă (în condensator) se face cu un compresor. Însă reducerea presiunii pentru ramura rece (în vaporizator) nu este convenabil să se facă cu un detentor, datorită dificultăților de etanșare ale circuitului. Un compresor poate fi inclus împreună cu motorul său de acționare într-o incintă etanșă, deoarece energia necesară acționării compresorului poate fi introdusă electric. Însă detentorul ar furniza lucrul mecanic recuperat la un ax, complicat de etanșat. La mașinile frigorifice cu aer neetanșeitățile circuitului nu au importanță, dar la agenții frigorifici folosiți de mașinile frigorifice cu vapori pierderile de agent frigorific sunt inacceptabile. În plus, lucrul mecanic recuperabil într-un detentor este relativ mic, deoarece aici agentul frigorific este format din vapori umezi cu titlul mic, adică cu puțin gaz și mult lichid, care, fiind incompresibil, nu produce lucru mecanic. Din aceste motive detentorul este înlocuit cu un dispozitiv de strangulare numit ventil de laminare (sau ventil de reglare), mult mai simplu și a cărui construcție poate fi etanșă. În acest ventil destinderea se face izentalpic. Ventilul de laminare are un element de prescriere cu care se poate regla raportul de presiuni, respectiv temperaturile. Dacă regimul de funcționare este stabil și nu necesită reglare, ventilul de laminare poate fi înlocuit cu un tub capilar (cu o secțiune foarte mică) a cărei lungime poate fi stabilită astfel încât rezistența hidrodinamică a tubului să producă aceeași scădere de presiune ca și ventilul, într-un proces laminar similar. Deci, ciclul este format din două transformări izobar-izotermice și unul izentalpic, care în diagrama p-h se reprezintă prin linii drepte, motiv pentru care această diagramă este preferată la proiectarea acestor mașini.
În ciclul din figura alăturată agentul frigorific intră în compresor în starea 1, de vapori saturați uscați și sunt comprimați la o presiune mai mare, rezultând și o temperatură mai ridicată. Comprimarea ideală este adiabatică, până în starea 2', însă, datorită randamentului subunitar al compresorului, comprimarea reală se face până în starea 2. Vaporii comprimați se află acum în starea termodinamică de vapori supraîncălziți care pot fi condensați folosind ca mediu de răcire apa sau aerul. Condensarea se face în condensator, pentru ciclul din imagine până la starea 3, de lichid la saturație. În urma condensării, căldura latentă de condensare este cedată mediului de răcire. În continuare presiunea lichidului saturat este redusă până la starea 4 în ventilul de laminare, rezultând vaporizarea parțială a lichidului și scăderea temperaturii agentului frigorific până la temperatura de saturație corespunzătoare presiunii stării 4. În această stare agentul frigorific intră în vaporizator și este vaporizat complet, revenind la starea 1. În cursul vaporizării el absoarbe din spațiul răcit căldura latentă de vaporizare la presiunea respectivă a restului de lichid. Cu revenirea în punctul 1 ciclul se reia. Schema este prevăzută cu o posibilitate de separare a lichidului încă nevaporizat pentru a împiedica lichidul să ajungă în compresor, unde ar putea provoca lovituri de berbec.
Eficiența unei astfel de scheme este:
{\displaystyle \epsilon ={\frac {q_{0}}{|l|}}={\frac {i_{1}-i_{4}}{i_{2}-i_{1}}}}
unde cu i sunt notate entalpiile masice, iar l este lucrul mecanic consumat de compresor.

### Schema cu subrăcirea condensatului

Schema cu subrăcirea condensatului pe baza supraîncălzirii vaporilor (regenerare)

Reprezentarea în diagrama p-h a ciclului cu subrăcirea condensatului pe baza supraîncălzirii vaporilor

Una dintre posibilitățile de îmbunătățire a schemei este subrăcirea condensatului de agent frigorific. După condensarea completă în condensator, condensatul trece printr-un schimbător de căldură suplimentar, unde se răcește sub temperatura de saturație folosind un mediu mai rece (de exemplu apă rece de la robinet) decât mediul ambiant (de exemplu aerul atmosferic) în care se evacuează căldura din ciclu. În diagrama p-h punctul 3 se va deplasa în punctul 3', ceea ce înseamnă că pentru același lucru mecanic consumat de compresor se va evacua mai multă căldură. Însă situația este condiționată de existența sursei de răcire suplimentare.
O variantă a acestei scheme este cea cu regenerare în care subrăcirea condensatului se face cu agentul frigorific rece de la ieșirea din vaporizator. Varianta presupune existența unui schimbător de căldură intermediar, în care căldura cedată prin transformarea 3–3' este preluată de vaporii de agent frigorific în transformarea 1–1', în care acești vapori se supraîncălzesc. Pentru a comprima acești vapori supraîncălziți, compresorul va consuma mai mult lucru mecanic. Eficiența termică a acestei variante este practic aceeași cu a schemei fără subrăcire, însă este exclus să ajungă lichid la compresor, astfel că acesta lucrează în condiții mai sigure și poate fi conceput astfel încât să aibă el însuși o eficiență mai mare.

### Schema cu ejector

Schema cu ejector; numerotarea nu corespunde cu diagrama p-h de deasupra, iar separatorul de ulei este necesar doar la schemele în care ungerea compresorului nu este separată de circuitul agentului frigorific

Principala completare a acestei scheme este separatorul, în care vaporii agentului frigorific se separă de lichid. Ca urmare, compresorul este alimentat exclusiv cu vapori saturați uscați, efect benefic în special la sarcini mari. Lichidul separat este trimis din nou la vaporizator, acesta fiind alimentat exclusiv cu lichid — nu cu vapori cu un anumit titlu, cum ies din ventilul de laminare — ceea ce îmbunătățește și funcționarea vaporizatorului deoarece coeficientul de convecție termică este mult mai bun pentru lichide decât pentru vapori. Separatorul formează un mic rezervor tampon între vaporizator și compresor, asigurând o funcționare uniformă.
Introducerea în schemă a unui ejector sau a unei pompe permite recircularea lichidului prin vaporizator, respectiv mărirea vitezei agentului frigorific în vaporizator, ceea ce determină un coeficient de convecție mai bun. Ejectorul este preferat pentru simplitatea sa constructivă și fiabilitatea sa, iar eficiența sa termică redusă nu are importanță deoarece fluidul motor (tot agent frigorific) este recuperat în schemă. Prin introducerea sa factorul de recirculare (raportul dintre cantitatea de agent frigorific care intră în vaporizator și cantitatea de vapori de la ieșire) este de 6...8. Ca urmare, vaporizatorul nu furnizează vapori saturați uscați, ci vapori cu titlul de doar, 12...15 %, adică majoritatea lichid, fapt care determină un coeficient de convecție termică mai bun.

## Mașini bietajate
Pe măsură ce este nevoie de o temperatură mai joasă a spațiului răcit, scade și presiunea din ramura de presiune joasă a ciclului, deci compresorul trebuie să lucreze la un raport de comprimare mai mare, care este neeconomic, sau chiar imposibil de realizat. O soluție este fracționarea ciclului la o presiune intermediară, și comprimarea agentului frigorific (același agent frigorific) în două trepte, cu două compresoare diferite. Domeniul acestor mașini este răcirea unui spațiu până la −25...−60 °C. Pentru a reduce lucrul mecanic consumat de compresoare, după prima treaptă de comprimare, la presiunea intermediară, vaporii de agent frigorific sunt răciți la temperatura de saturație corespunzătoare acestei presiuni. Acest lucru se poate face într-un schimbător răcit cu apă, sau într-un schimbător de căldură prin amestec, care joacă și rolul de separator.
Răcirea intermediară cu apă presupune intercalarea unui schimbător de căldură „intermediar”, între cele două compresoare și existența unui mediu de răcire (de exemplu apă de răcire) sub temperatura de saturație a agentului frigorific la presiunea intermediară (practic minim 10° C sub temperatura de saturație, pentru a avea diferența de temperatură necesară schimbului de căldură în răcitorul intermediar). Prin răcire, lucrul mecanic consumat de compresoare este mai mic decât cel consumat dacă comprimarea s-ar executa într-o singură treaptă, fapt ușor de văzut prin reprezentarea ciclului într-o diagramă T-s.
Majoritatea schemelor bietajate folosesc drept răcitor intermediar o butelie de separare. Există diferite variante de scheme bietajate, dintre care în continuare vor fi prezentate două.

### Mașina bietajată cu comprimare în două trepte și destindere într-o singură treaptă

Schemă bietajată cu comprimare în două trepte și destindere într-o singură treaptă

Reprezentarea în diagrama p-h a ciclului după care funcționează schema precedentă

La aceste mașini agentul frigorific condensat în condensator este stocat provizoriu (cu starea 5 din diagrama p-h alăturată) într-un rezervor tampon și apoi subrăcit într-un schimbător de căldură aflat în răcitorul intermediar până în starea 7 (procesul 5–7 din diagrama p-h). Căldura cedată prin subrăcire determină vaporizarea unei părți a agentului frigorific aflat în răcitorul intermediar, iar vaporii formați se separă la suprafața de separație lichid–vapori. Lichidul, aflat în starea 7, la presiunea din condensator, este destins până la presiunea din vaporizator în ventilul de laminare principal (procesul 7–8 din diagrama p-h). După vaporizarea în vaporizator (procesul 8–1 din diagrama p-h), unde absorb căldura q0, vaporii saturați uscați intră în primul compresor, care îi comprimă până la presiunea intermediară (procesul 1–2 din diagrama p-h). De obicei această presiune intermediară se ia ca medie geometrică a presiunilor din vaporizator și condensator, fapt care asigură eficiența termică maximă a schemei. Vaporii refulați de primul compresor, în starea 2, cu o temperatură mai mare decât cea de saturație corespunzătoare presiunii intermediare, intră în răcitorul intermediar și se răcesc (procesul 2–3 din diagrama p-h), cedând căldură, care și ea vaporizează o parte din lichidul din răcitor. Vaporii saturați uscați din răcitor, în starea 3, intră în al doilea compresor, care îi comprimă până la presiunea din condensator (procesul 3–4 din diagrama p-h). În continuare, acești vapori se condensează în condensator (procesul 4–5) și ciclul se reia. Deoarece debitul de vapori formați prin subrăcirea agentului frigorific trebuie compensat, schema este echipată cu un ventil de laminare secundar, care reduce presiunea agentului frigorific de compensare de la presiunea din rezervorul tampon (practic cea din condensator) la presiunea intermediară (procesul 5–6 din diagrama p-h). Acest debit de compensare (secundar) se vaporizează în răcitorul intermediar (procesul 6–3 din diagrama p-h).
Eficiența termică teoretică a schemei este:
{\displaystyle \epsilon ={\frac {q_{0}}{|l_{1}+l_{2}|}}}
unde q0 este căldura ciclică extrasă din spațiul răcit, iar l1 și l2 sunt lucrurile mecanice ciclice ale compresoarelor.
Raportul m dintre debitul de agent frigorific secundar și cel care trece prin vaporizator se poate determina din bilanțul energetic scris pentru răcitorul intermediar. Pentru un debit unitar prin vaporizator, cu notațiile din diagrama p-h alăturată bilanțul se scrie:
{\displaystyle h_{2}+mh_{6}+h_{5}=(1+m)h_{3}+h_{7}}
Deoarece h5 = h6, rezultă:
{\displaystyle 1+m={\frac {h_{2}-h_{7}}{h_{3}-h_{5}}}}
Căldura și lucrul mecanic se pot exprima și ele în funcție de entalpiile din diagrama p-h:
{\displaystyle q_{0}=h_{1}-h_{8}=h_{1}-h_{7}}
{\displaystyle |l_{1}+l_{2}|=h_{2}-h_{1}+(1+m)(h_{4}-h_{3})}
din care rezultă eficiența teoretică a schemei. Eficiența reală se obține ținând cont de pierderile din procesele corespunzătoare diferențelor de entalpii din diagrama p-h.

### Mașina bietajată cu comprimare în două trepte și destindere tot în două trepte

Schemă bietajată cu comprimare în două trepte și destindere tot în două trepte

Reprezentarea în diagrama p-h a ciclului după care funcționează schema precedentă

Aceste mașini funcționează după un ciclu format din două cicluri suprapuse unite la nivelul presiunii intermediare. Unirea se face în schimbătorul intermediar, care este unul cu amestec.
Și La aceste mașini agentul frigorific condensat în condensator este stocat provizoriu într-un rezervor tampon. Agentul frigorific este destins în primul ventil de laminare de la presiunea din condensator până la presiunea intermediară, cea din răcitorul intermediar (procesul 5–6 din diagrama p-h). Lichidul din răcitorul intermediar, cu starea 7, este destins în al doilea ventil de laminare până la presiunea din vaporizator (procesul 7–8 din diagrama p-h). Apoi acesta se vaporizează intră în vaporizator în starea 8. După vaporizarea în vaporizator (procesul 8–1 din diagrama p-h), unde absorb căldura q0, vaporii saturați uscați intră în primul compresor, care îi comprimă până la presiunea intermediară (procesul 1–2 din diagrama p-h). Vaporii refulați de primul compresor, în starea 2, cu o temperatură mai mare decât cea de saturație corespunzătoare presiunii intermediare, intră în răcitorul intermediar și se răcesc (procesul 2–3 din diagrama p-h), cedând căldură, care și ea vaporizează o parte din lichidul din răcitor. Vaporii saturați uscați din răcitor, în starea 3, intră în al doilea compresor, care îi comprimă până la presiunea din condensator (procesul 3–4 din diagrama p-h). În continuare, acești vapori se condensează în condensator (procesul 4–5) și ciclul se reia.
Eficiența termică teoretică a acestei scheme se determină similar cu cea a schemei precedente, scriind bilanțul pe răcitorul intermediar:
{\displaystyle h_{2}+(1+m)h_{6}=h_{7}+(1+m)h_{3}}
de unde, observând că h5 = h6 rezultă:
{\displaystyle 1+m={\frac {h_{2}-h_{7}}{h_{3}-h_{5}}}}
Atât expresiile debitelor, cât și cele ale căldurii extrase, ale lucrul mecanic și a eficienței termice sunt identice cu cele din schema precedentă, deci eficiența ambelor scheme este identică. Și aici eficiența reală se obține ținând cont de pierderile din procesele corespunzătoare diferențelor de entalpii din diagrama p-h.
Cea de a doua schemă bietajată poate fi completată într-o schemă trietajată, cu două presiuni intermediare, două schimbătoare de căldură prin amestec, trei compresoare și trei ventile de laminare. Dacă mașina lucrează cu R12, o asemenea schemă permite realizarea în spațiul răcit a unei temperaturi de −95 °C.

## Mașini în cascadă

Schema unei mașini frigorifice cu două trepte în cascadă

Pentru temperaturi mai scăzute ale spațiului răcit, a avea presiuni etajate, în vaporizator, schimbătoarele intermediare și condensator nu este o situație optimă. O soluție posibilă este folosirea a câte unui agent frigorific diferit în fiecare treaptă. Fiecare treaptă este formată dintr-o mașină monoetajată, iar treptele sunt cuplate între ele prin schimbătoare de căldură intermediare în care partea în contact cu fluidul rece este vaporizatorul unei trepte, iar cea în contact cu fluidul cald este condensatorul treptei următoare. În figura alăturată este prezentată schema de principiu a unei mașini cu două trepte în cascadă. În funcție de temperatura dorită pentru spațiul răcit se pot cupla mai multe trepte. O schemă cu trei trepte în cascadă poate ajunge la limita de temperatură considerată pentru mașinile frigorifice, iar o schemă cu patru trepte ajunge în domeniul criogenic.
| Treapta | Agent frigorific | Presiuni [bar] | Presiuni [bar] | Temperaturi [°C] | Temperaturi [°C] |
| Treapta | Agent frigorific | joasă          | înaltă         | joasă            | înaltă           |
| ------- | ---------------- | -------------- | -------------- | ---------------- | ---------------- |
| 1       | amoniac (NH3)    | 1              | 12             | −33              | +30              |
| 2       | etenă (C2H4)     | 1              | 21             | −104             | −28              |
| 3       | metan (CH4)      | 1              | 21             | −160             | −99              |
| 4       | azot (N2)        | 1              | 21             | −196             | −156             |

Alegerea agenților frigorifici folosiți în diverse trepte se face astfel încât temperatura de vaporizare a agentului dintr-o treaptă să fie mai mică decât cea de condensare în treapta următoare, pentru a realiza diferența de temperatură necesară în schimbător pentru transmiterea căldurii. În tabelul alăturat se dă un exemplu de agenți frigorifici, presiuni și temperaturi de lucru la o schemă în cascadă cu 4 trepte. Se observă că diferența de temperaturi în schimbătoarele intermediare este de doar câteva grade Celsius, dar este suficientă, alegerea fiind judicioasă din punct de vedere termic. Datorită proprietăților termodinamice ale agenților frigorifici aleși compresoarele treptelor a doua, a treia și a patra lucrează la același raport de comprimare, de 21:1.

## Agenți frigorifici
Până la −30 °C drept agenți frigorifici se folosesc amoniacul (R117), freoni (R12, R22), actual înlocuiți cu R134a sau propan. Pentru temperaturi joase, până la −80 °C se folosește fluoroformul (R23).